# Soltan Ali ebn-e Mohammad
Sultan Ali ('Ali ibn Muhammad ibn 'Ali ibn al-Husayn) est le fils de Muhammad al-Bâqir, cinquième imam des chiites duodécimains et quatrième imam des chiites ismaéliens.